# (38699) 2000 QX63
2000 QX63 (asteroide 38699) é um asteroide da cintura principal. Possui uma excentricidade de 0.08829120 e uma inclinação de 7.00396º.
Este asteroide foi descoberto no dia 28 de agosto de 2000 por LINEAR em Socorro.